# Melgar (Kolumbien)
Melgar ist eine Gemeinde (municipio) im Departamento Tolima in Kolumbien.
Melgar ist ein wichtiges Ausflugsziel für Bewohner der Hauptstadt Bogotá. Aufgrund seiner angenehmen klimatischen Bedingung gibt es insbesondere sehr viele Schwimmbecken, weswegen die Stadt als Ciudad de las Piscinas (Stadt der Schwimmbecken) bekannt ist.
In Melgar befindet sich der US-Militärstützpunkt Tolemaida.

## Geographie
Melgar liegt in der Provincia de Oriente in Tolima auf einer Höhe von 323 m ü. NN am Río Sumapaz, 96 km von Ibagué und 98 km von Bogotá entfernt und hat eine Jahresdurchschnittstemperatur von 28 °C. Die Gemeinde grenzt im Norden an Nilo und Ricaurte im Departamento Cundinamarca, im Süden an Cunday, im Osten an Iconozco und im Westen an Carmen de Apicalá.

## Bevölkerung
Die Gemeinde Melgar hat 37.224 Einwohner, von denen 30.854 im städtischen Teil (cabecera municipal) leben (Stand: 2019).

## Geschichte
Auf dem Gebiet des heutigen Melgar lebten vor der Ankunft der Spanier die indigenen Völker der Panches, Pantágoras, Sutagaos, Cualamanáes und Pijaos. Die erste spanische Siedlung wurde 1720 von Dominikanern gegründet. Nach einer Feuersbrunst wurde der Ort 1798 erneut aufgebaut.

## Wirtschaft
Der wichtigste Wirtschaftszweig von Melgar ist der Tourismus. Seit 2000 wird zudem Erdöl gefördert.